# Махуа-Дабар
Махуа-Дабар — колишнє невелике місто в окрузі Басті індійського штату Уттар-Прадеш (історична область Ауд). Зруйноване британськими колонізаторами під час повстання в Індії 1857 року.

## Історія
Згідно з місцевою легендою, місто частково заселили бенгальські текстильники, які ховалися там від британських переслідувань у 1830-х роках. Тоді англійці нібито калічили кваліфікованих робітників, відрубуючи їм великі пальці рук, що позбавляло їх можливості працювати. Однак немає жодних історичних свідчень цієї події, і більшість академічних істориків вважають, що цей міф виник або в результаті адаптації історії про Екалав'ю в «Магабгараті», або з помилкової цитати із сучасного британського джерела, яке повідомляє, що іноді бенгальські робітники самі завдавали собі травм, щоб розірвати трудовий договір із британцями.
Одним із мотивів британців було усунути бенгальське текстильне виробництво, щоб заснувати британську монополію на імпорт фабричних продуктів із тканин. Монополія забезпечила Великій Британії зростання прибутку Ост-Індійської компанії у 1830-х роках.
Те саме сталося і після невдалого повстання 1857 року. Бавовну, вирощену індійцями, експортували до Великої Британії за низькою ціною, а британські тканини імпортували та продавали індійцям за високою ціною.
У березні—квітні 1857 року, під час повстання в Індії, жителі Махуа-Дабара перехопили човен із шістьма британськими солдатами, оточили та вбили їх. 20 червня 1857 року британський 12-й нерегулярний кавалерійський полк оточив місто, перебив усіх мешканців та підпалив будинки. Місто знищили, а на землі, де воно стояло, дозволили вести лише сільськогосподарські роботи. Внаслідок регулярного обробітку землі знищено всі руїни міста. Махуа-Дабар, місто з населенням 5000 осіб, повністю зникло з історичних та географічних джерел.
1994 року Мохаммад Абдул Латіф Ансарі, правнук одного з тих, кому вдалося втекти з Махуа-Дабара до того, як британці його оточили і почали добивати всіх, хто вижив, почав шукати місце, де могло раніше розташовуватися місто. Тодішній глава округу Басті Р. Н. Тріпаті створив комітет істориків з Лакхнауського університету, і після 13 років досліджень знайдено карту 1831 року, на якій був позначено Махуа-Дабар.
На всіх картах, створених після 1857 року, цей район позначено як сільськогосподарські угіддя.
3 липня 2011 року Джагдамбік Пал та інші члени нижньої палати парламенту Індії відкрили меморіальну дошку на пам'ять про місто Махуа-Дабар.